# Catharsius balubanus
Catharsius balubanus är en skalbaggsart som beskrevs av Hermann Julius Kolbe 1893. Catharsius balubanus ingår i släktet Catharsius och familjen bladhorningar. Inga underarter finns listade.